# Charles-Michel de L'Épée
Pour les articles homonymes, voir Charles Michel (homonymie) et Michel.
Charles-Michel de L'Épée, appelé abbé de L'Épée, né Charles-Michel Lespée le 24 novembre 1712 à Versailles et mort le 23 décembre 1789 à Paris (paroisse Saint-Roch), est un prêtre français, l'un des précurseurs de l'enseignement spécialisé dispensé aux sourds. Il a fondé une école pour sourds qui est devenue après sa mort l'Institut national des jeunes sourds de Paris, une des plus anciennes et des plus influentes institutions pour les sourds au monde.

## Biographie
Charles-Michel de L'Épée naît le 24 novembre 1712 à Versailles, fils de Charles-François de L'Épée et de Françoise Marguerite Varignon. Il est baptisé le 26 novembre 1712 en l'église Notre-Dame de Versailles : son parrain est son oncle maternel, Michel Varignon, et sa marraine est Catherine Fortier, veuve de Thomas Valleran, entrepreneur des Bâtiments du Roi.

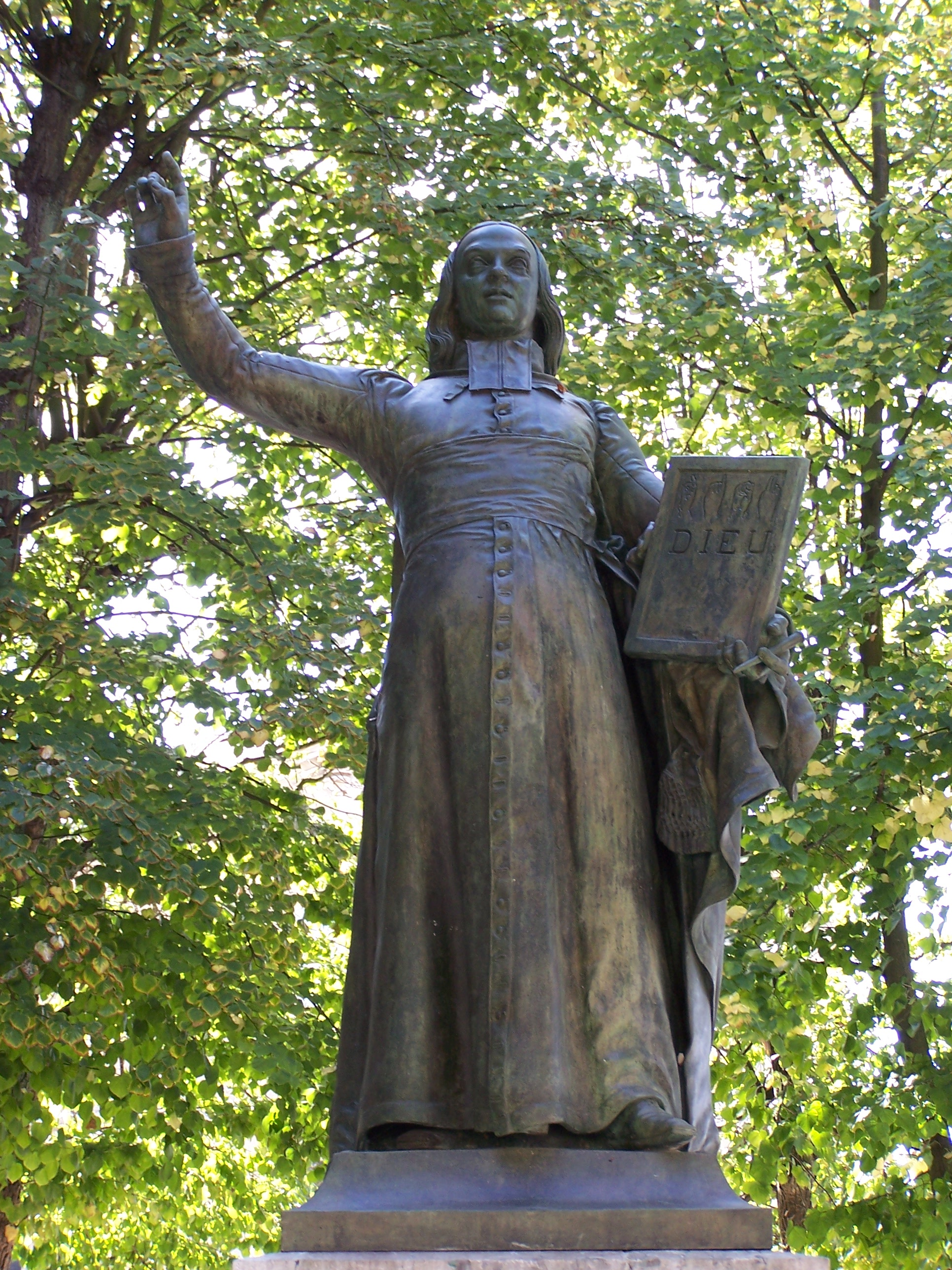
Détail du Monument à l'abbé de L'Épée, 1843, par Auguste-François Michaut, place de la cathédrale Saint-Louis à Versailles.

Son père, architecte expert des Bâtiments du roi Louis XIV, souhaitait que son fils devînt son successeur. Cependant, après des études de théologie et de droit, Charles-Michel choisit l'Église et la prêtrise. Alors qu'il est sur le point d'être ordonné, Charles-Michel de L'Épée est invité, par l'archevêque de Paris, à livrer son opinion sur le jansénisme ; Charles-Michel ne voulant prendre parti, il est privé d'ordination. Il entre alors au barreau, où il acquiert une grande réputation comme avocat.
Mgr Bossuet — le neveu du célèbre orateur et écrivain Bossuet — propose alors à Charles-Michel de le rejoindre dans son diocèse. Abandonnant sa carrière d'avocat, le jeune homme se fait ordonner prêtre à Troyes en 1736, puis revient à Paris en 1739. À la mort de Mgr Bossuet, l'abbé de L'Épée se lie d'amitié à un janséniste, et se trouvera ainsi de nouveau frappé d'interdit par l'archevêque de Paris, Mgr de Vintimille.
Possédant une fortune personnelle, l'abbé décide de consacrer son temps aux œuvres de charité. Entre 1760 et 1762, il découvre deux sœurs sourdes à la rue des Fossés-Saint-Victor, les sœurs communiquant entre elles par des signes. Leur précepteur, le père Vanin, étant décédé en 1759, il accepte de le remplacer pour enseigner aux jumelles. L'abbé de L'Épée étudie les signes employés par ces filles. Sa maison se transforme en école ouverte à tous les sourds où il accueille 60 élèves sourds. Il a alors l'idée de mettre au point un alphabet à deux mains avec lequel les sourds pourront communiquer.
Au fil du temps, L'Épée aura 19 disciples qui fonderont plus tard 17 écoles pour les sourds — parmi lesquels René Dunan à Nantes[réf. nécessaire].
Le 23 décembre 1789, devenu pauvre et infirme en se privant durant des mois pour servir toujours au mieux ses chers élèves, Charles-Michel meurt à l'âge de 77 ans. Son corps est enterré dans l'église Saint-Roch, dans le caveau de la chapelle Saint-Nicolas qui a appartenu à la famille de La Roche. L'abbé de L'Épée est le frère de Jacques-François de L'Épée dont l'épouse est née La Roche.

## Enseignement de la LSF
L'Épée a mis en place la recherche sur une langue des signes méthodique utilisable par les sourds, afin de lier ces signes avec le français écrit, mais, comme l’a ultérieurement souligné Ferdinand Berthier, son erreur fut de vouloir assimiler la structure syntaxique du français à celle de la gestuelle des sourds.
Contrairement à ce que certains croient encore, ce n'est pas l'abbé de L'Épée qui a éduqué des sourds, même avec des gestes. Comme dit Pierre Desloges : « Ce n'est donc pas Monsieur l'abbé de L'Épée qui a créé et inventé ce langage ; tout au contraire, il l'a appris des sourds et muets. ». En revanche, c'est le regroupement des élèves sourds dans son institution et le besoin de communiquer entre eux qui favorisèrent et perfectionnèrent la langue des signes française (LSF), la langue naturelle des sourds. L'échec de l'enseignement du langage de signes méthodiques de l'abbé de L'Épée montre qu'il est vain de vouloir enseigner aux sourds sans tenir compte de leur identité culturelle[réf. souhaitée]. Il pratiquait aussi les techniques de démutisation et a adapté à la langue française les techniques mises au point en Espagne par Juan de Pablo Bonet, en Angleterre par John Wallis et aux Pays-Bas par Johann Conrad Amman. Il opposa sa méthode à celle de deux autres précepteurs de sourds : Samuel Heinicke en Allemagne et Jacob Rodrigue Péreire en France, ce dernier employant des méthodes aujourd'hui considérées archaïques : l'oralisation artificielle à partir de l'observation de la phonétisation "naturelle" (la correspondance entre l'écriture et les mouvements labiaux des entendants) dans le but d'intégrer les sourds - par assimilation - à la culture orale des entendants.

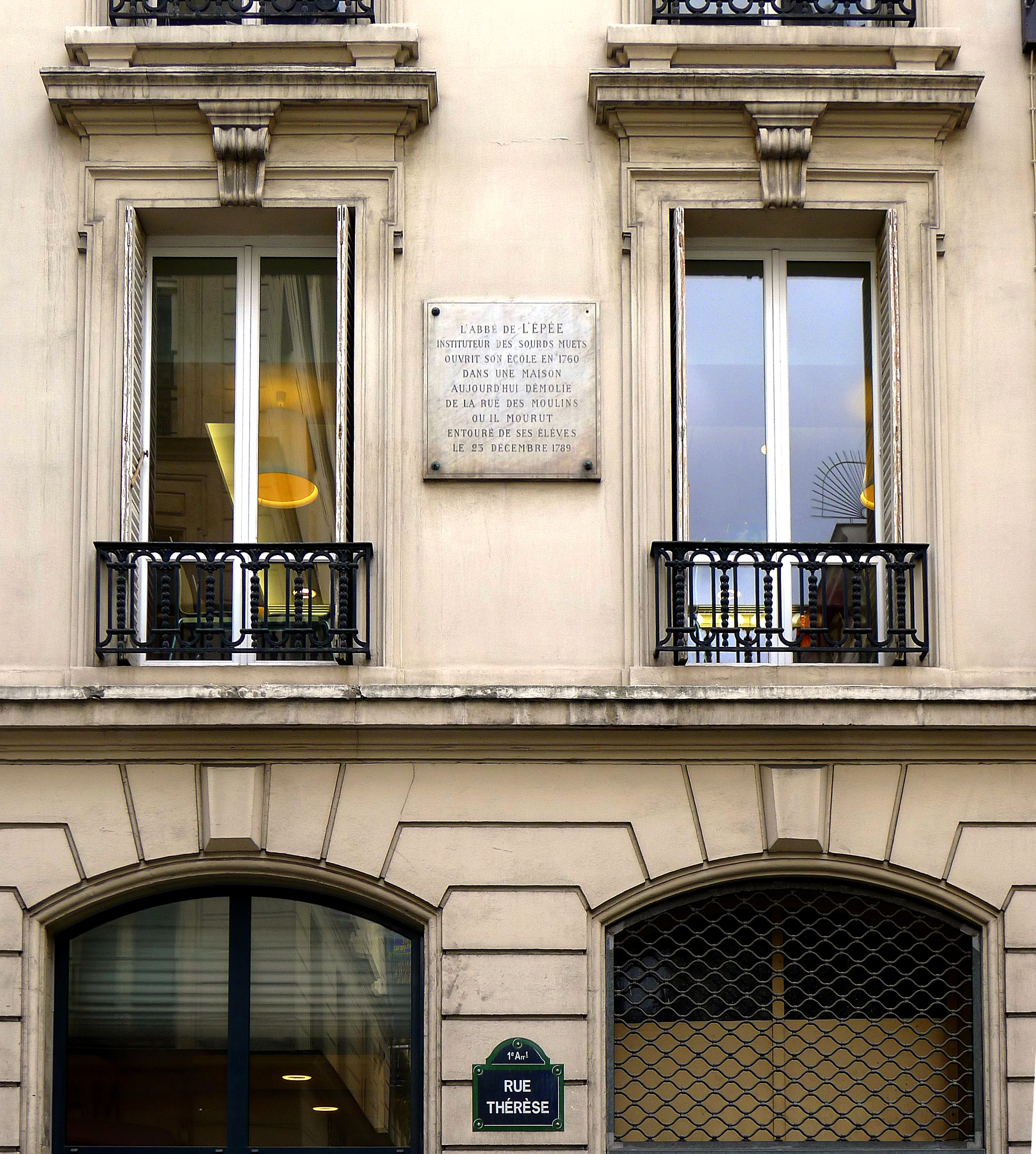
Plaque sise au 23 rue Thérèse, à l'emplacement de la maison, aujourd'hui détruite, où est mort l'abbé de L'Épée.

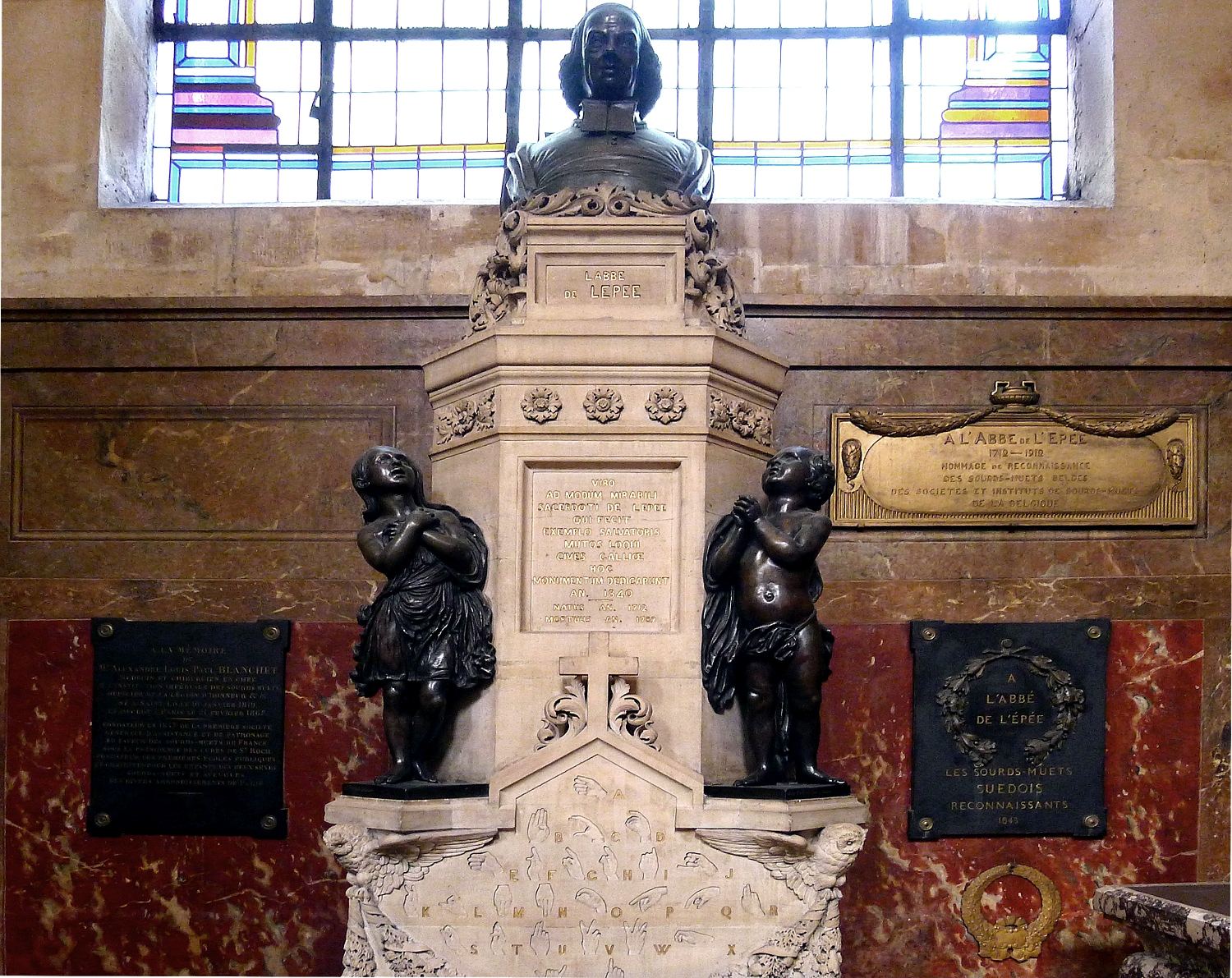
Détail du cénotaphe de l'abbé de L'Épée (1840), par Auguste Préault, dans l'église Saint-Roch de Paris. Sur la partie inférieure du cénotaphe, figure la liste des lettres de l'alphabet en langue des signes.

Les signes méthodiques ne sont pas non plus proches de ce qu’on peut appeler le français signé, car ils ont été créés artificiellement.

## Postérité

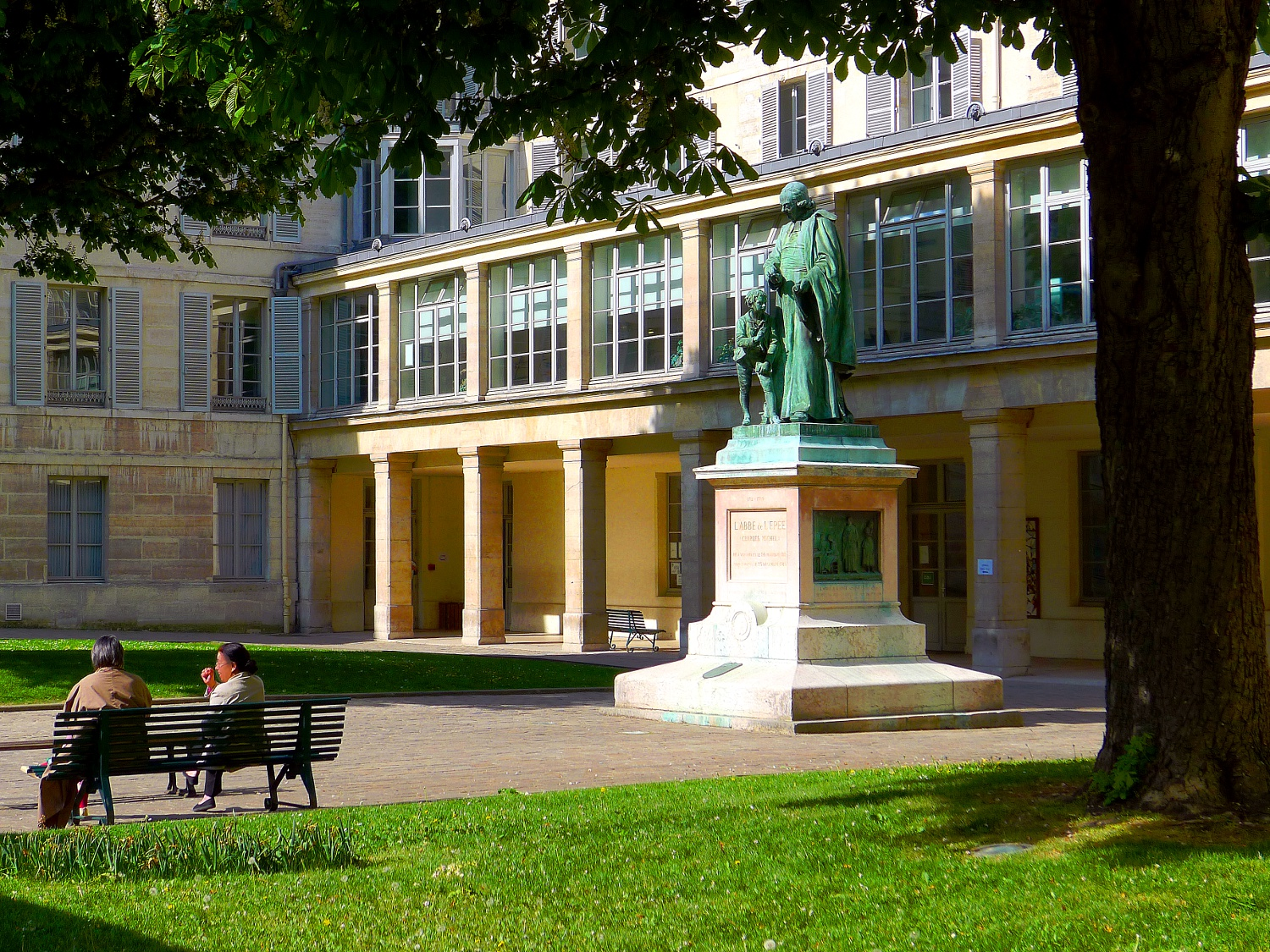
Cour intérieure de l'Institut national des jeunes sourds avec le Monument à l'abbé de l'Épée par Charles-Marie-Félix Martin.

En 1791, deux ans après sa mort, l'Assemblée nationale l'a reconnu en décrétant que son nom serait inscrit comme bienfaiteur de l'humanité et que les sourds bénéficieraient des Droits de l'homme.
Sa tombe se trouve dans l’église Saint-Roch à Paris.
L’institut qu’il avait créé existe toujours aujourd'hui, mais il s’est transformé. Il assure un enseignement en LSF. Il s'agit d’un des quatre Instituts nationaux pour jeunes sourds, situé rue Saint-Jacques à Paris, les autres étant à Metz, Chambéry (Institut national de jeunes sourds de Chambéry) et Bordeaux (Institut national des jeunes sourds de Bordeaux-Gradignan).
Plusieurs villes ont des voies appelées rue de l'Abbé-de-L'Épée , c'est le cas notamment à Versailles sa ville natale, à Nantes, Bordeaux, Montpellier, Strasbourg, Marseille – ainsi qu’à Paris, à côté de l’institut des jeunes sourds.
Le 24 novembre 2018, le moteur de recherche Google lui dédie son Google Doodle en page d'accueil à l'occasion de son 306e anniversaire après sa naissance.
L’abbé est une figure du roman Anatole, de Sophie Nichault de la Valette, écrit en 1815 : « Elle n'a plus de secrets pour elle, et trouve du plaisir à lui avouer que depuis trois mois les leçons de l'abbé de l'Épée l'ont rendue très-savante dans le langage d'Anatole »

## Œuvres
- Les Quatre Lettres sur l'éducation des sourds, Paris, Butard, 1774.
- Institution des sourds et muets par la voie des signes méthodiques Paris : Nyon l'Aîné, 1776, lire en ligne.
- La Véritable Manière d'instruire les sourds et muets, confirmée par une longue expérience Paris : Nyon l'aîné, 1784, lire en ligne.
- L'Art d'enseigner à parler aux sourds et muets de naissance, Paris, J.-B. Baillière et fils, 1820, lire en ligne.
- Dictionnaire des sourds, Paris, 1896.

## Adaptations
Cinéma :
- 1996 :  Ridicule, de Patrice Leconte, dans lequel le comédien Jacques Mathou interprète le rôle de l'abbé de L'Épée.

Télévision :
- 2006 : L'Enfant du secret, de Serge Meynard, où Michel Aumont  incarne le rôle de l'abbé de L'Épée.

En littérature :
- Sophie Gay, Anatole (1815), dont les deux protagonistes sont les élèves de l'abbé.